# Albanese poelkikker
De Albanese poelkikker (Pelophylax shqipericus) is een kikker uit de familie echte kikkers (Ranidae).
De soort werd voor het eerst wetenschappelijk beschreven door Hansjürg Hotz, Thomas Marshall Uzzell Jr, Rainer Günther, Heinz G. Tunner en Susanna Heppich in 1987. Oorspronkelijk werd de wetenschappelijke naam Rana shqiperica gebruikt. De soort werd lange tijd tot het geslacht Rana gerekend en werd tot 1990 als ondersoort van de Griekse beekkikker (Rana graeca) ingedeeld.

## Uiterlijke kenmerken
De kikker is een middelgrote soort, de lengtes van enkele opgemeten exemplaren bedroeg ongeveer 7 centimeter, de vrouwtjes worden gemiddeld iets groter dan de mannetjes. De kleur is zeer variabel maar meestal groen tot bruin met bruine vlekken over de gehele rug, de vrouwtjes neigen meer naar bruin. Bij beide geslachten is soms een lichte rugstreep aanwezig. De mannetjes hebben een olijfkleurige tot grijze kwaakblaas en een opvallend hoge en lange knobbel op de voorpoten in de paartijd, die dient om het vrouwtje beter vast te kunnen houden tijdens de paring. In de paartijd krijgen de mannetjes een baltskleur, en kleuren meer grasgroen tot geel, waarbij de vlekken minder opvallen. De binnenzijde van de achterpoten hebben een gele schrikkleur, de buik is wit van kleur.

## Algemeen
De Albanese poelkikker heeft een klein verspreidingsgebied en komt alleen voor in Albanië en Servië en Montenegro. De kikker leeft in gebieden waar ook de meerkikker voorkomt en kan zich hiermee kruisen. Vermoed wordt dat deze kruisingen zich weer terug kunnen kruisen met een van de oudersoorten en levensvatbare nakomelingen produceren. De paarroep lijkt meer op die van de poelkikker. Over de levenswijze van de Albanese poelkikker is nog niet veel bekend.